# Kada Sydon
Kada Sydon (arab. قضاء صيدا, Sajda-Zahrani) - jednostka administracyjna w Dystrykcie Południowym Libanu, zamieszkiwana przede wszystkim przez muzułmanów, są też skupiska chrześcijan różnych obrządków.

## Wybory parlamentarne
Dystrykt Sydon podzielony je na dwa okręgi wyborcze:
- Sydon, reprezentowany w Zgromadzeniu Narodowym przez dwóch sunnickich deputowanych
- Zahrani, z którego wybierani są trzej deputowani (2 szyitów i 1 grekokatolik)